# بلومستنویه (شهرستان نوووسکولسکی، استان بلگورود)
بلومستنویه (انگلیسی: Belomestnoye, Novooskolsky District, Belgorod Oblast) یک شهرک در بخش نوووسکولسکی استان بلگورود کشور روسیه است.